# 渣甸坊

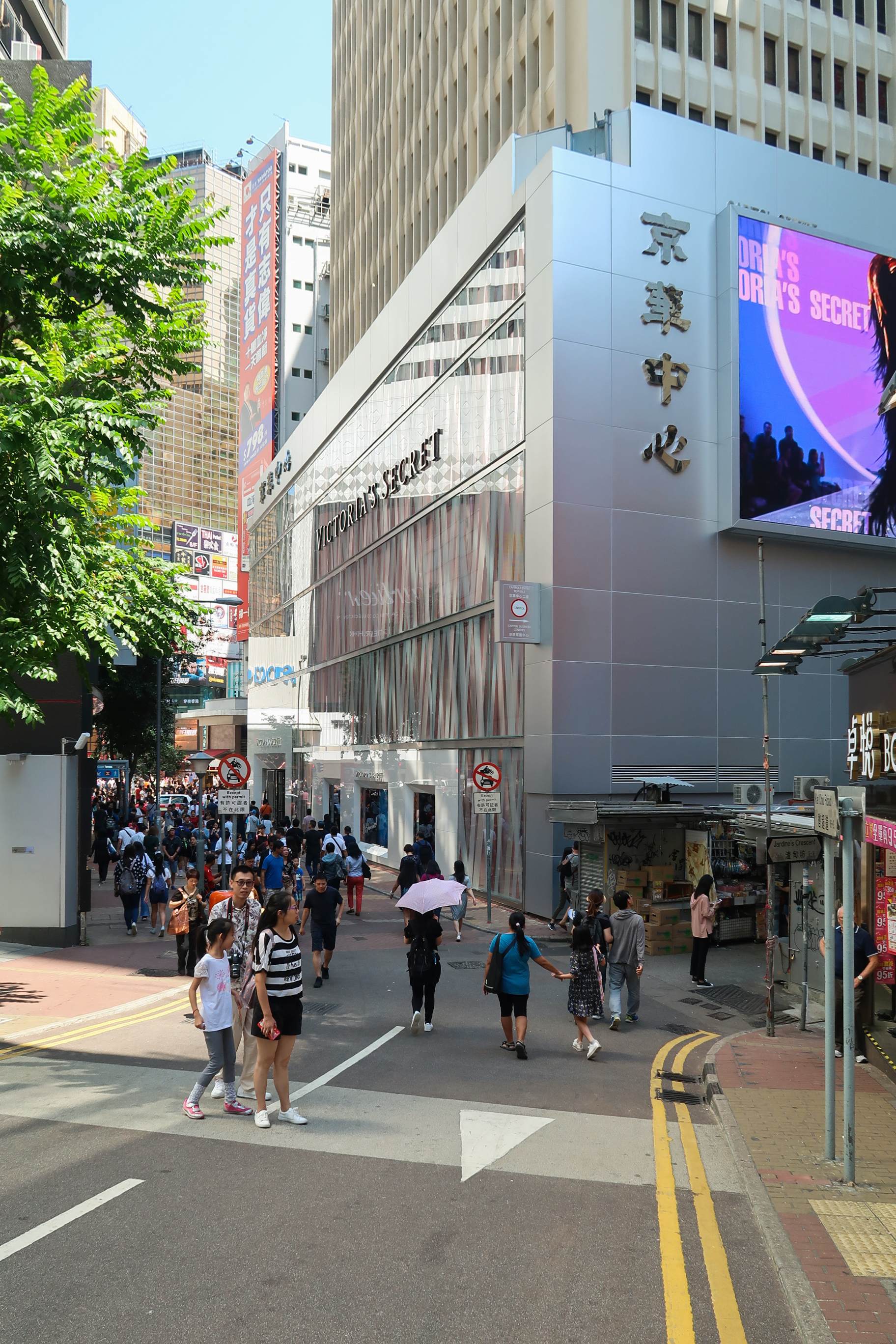
渣甸坊

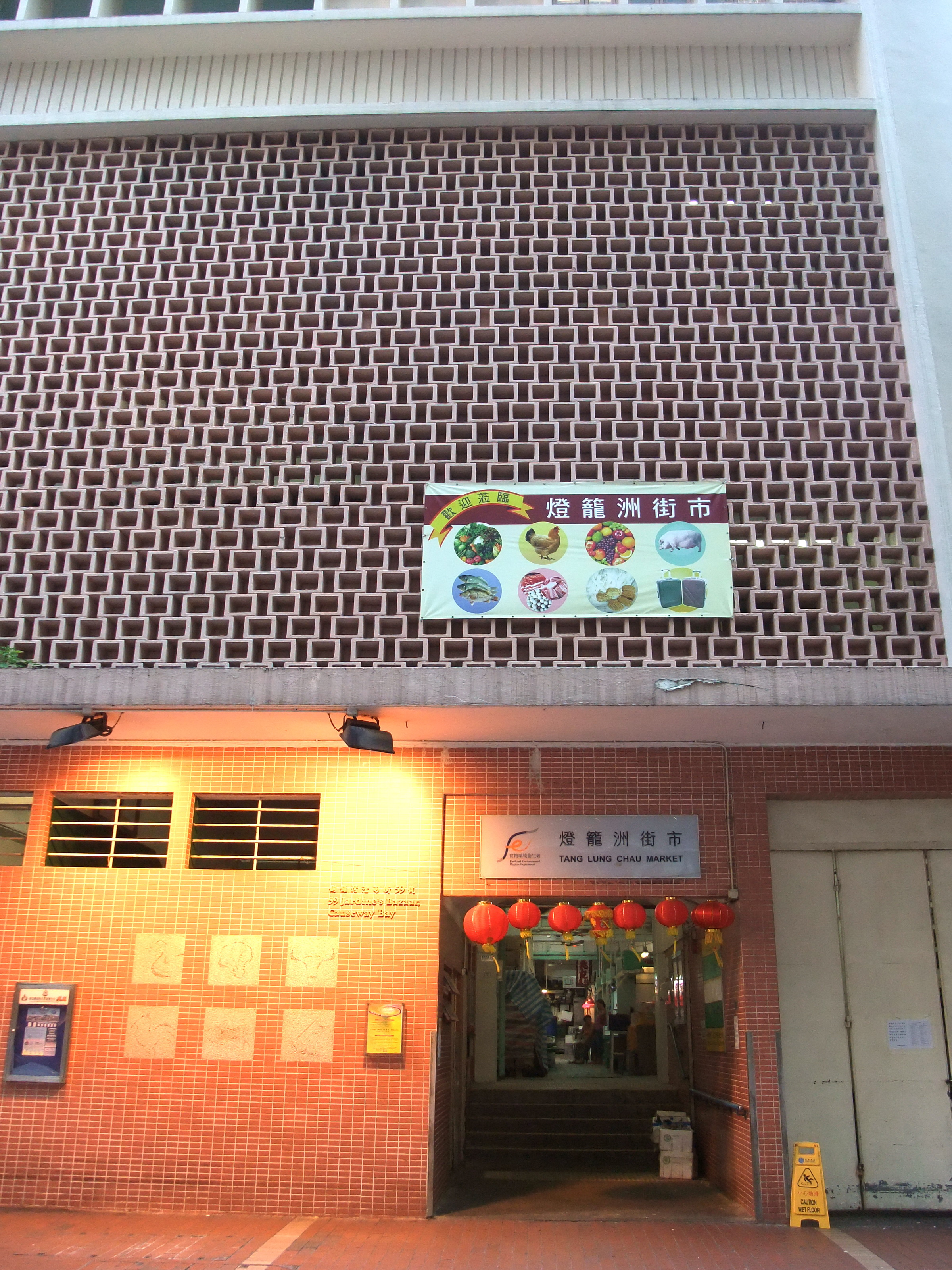
燈籠洲街市

渣甸坊（英語：Jardine's Crescent）是香港一條行人專用街道，位於香港島銅鑼灣，連接渣甸街及啟超道，為該區人流較多的道路之一。該道路以怡和洋行創辦人威廉·渣甸命名。
渣甸坊的東段是西東走向，為一個賣乾貨的露天街市，包括中國製造成衣、飾物、玩具、日用品的小販區，有固定攤販數十，人山人海，週末假日有如行年宵。
渣甸坊的東端北面，有一座香港政府建築物室內街市，少人知道，名為燈籠洲街市。

## 沿路地點
- 京華中心
- 黃金廣場
- 香港地鐵銅鑼灣站F出口

## 鄰近
- 啟超道
- 軒尼詩道
- 恩平道
- 希慎廣場